# Carl Helvig
Carl Ludwig Nikolaus Helvig, bekannt als Carl Helvig oder Carl Helwig (* 1830 in Tübingen; † 1905 in Stuttgart) war ein deutscher Zeichner, Lithograph, Maler sowie Fotograf in Tübingen und Stuttgart. Er war der Sohn des Zeichners und Lithographen Ludwig August Helvig.

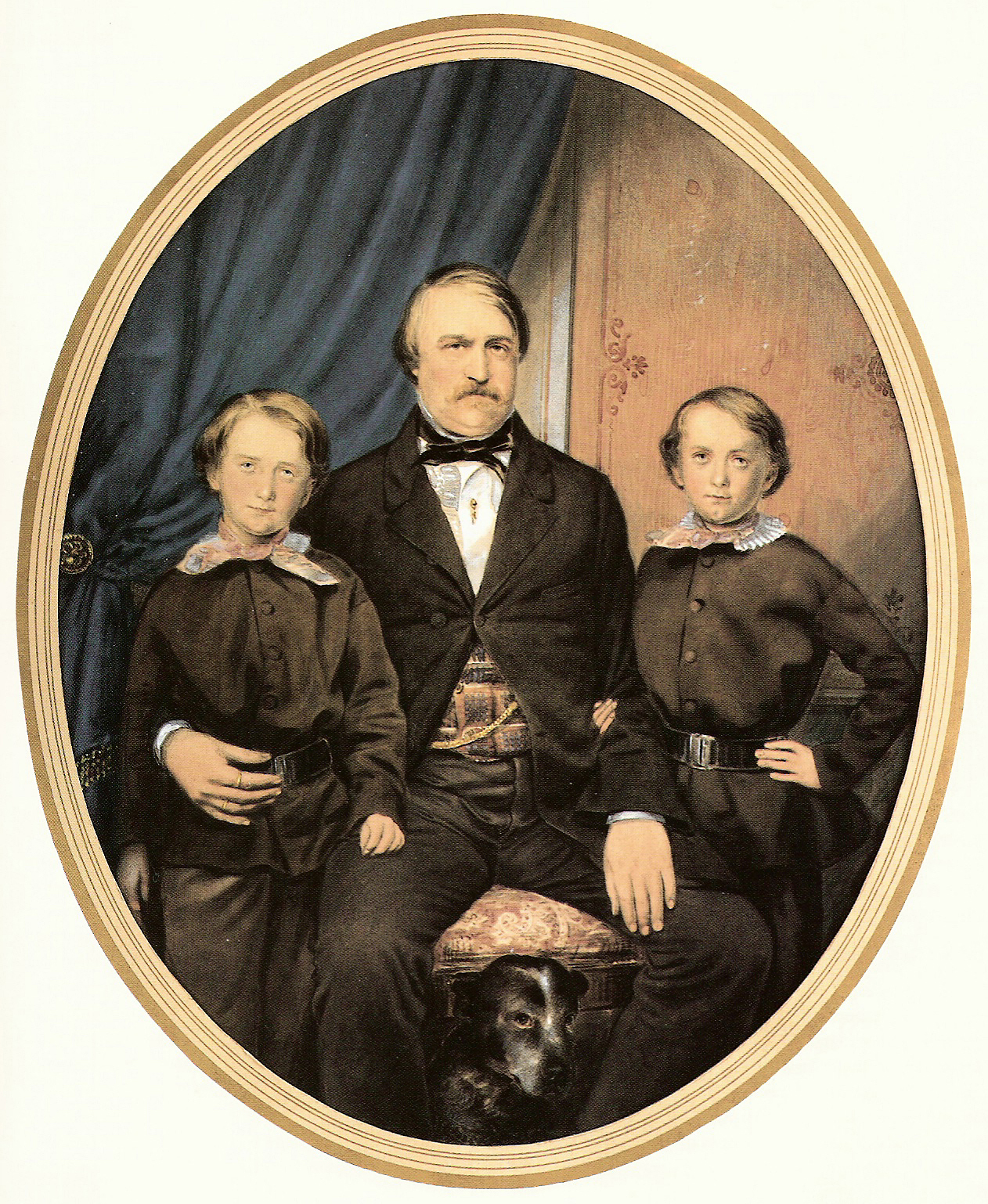
Carl Helvig & Rudolf Pfähler: Vater mit Söhnen und Hund

## Leben
Carl Helvig, geboren und aufgewachsen in Tübingen, lernte das Zeichnen und die Lithographie von seinem Vater. Mit fünfzehn Jahren, 1845, ging er nach Stuttgart, wo er weiter lernte und anschließend als Lithograph tätig war. Er fertigte auch Porträtzeichnungen an. Seit 1855 war er auch als Fotograf in Stuttgart tätig. Von wem er diese Kenntnisse erwarb, ist nicht bekannt. Er verlegte anschließend seine Tätigkeit nach Tübingen. Im Jahre 1860 war er auch als Maler und Fotograf in Tübingen gemeldet. Die Auftragslage war nicht gut. 1860 stellte Helvig beim Gemeinderat Tübingen einen Antrag, Amalie Straub, Tochter des Ständehausverwalters in Stuttgart heiraten zu dürfen. In diesem Antrag wies er ein Jahreseinkommen seit mehreren Jahren in der eher bescheidenen Höhe von 450 Gulden nach. Im Laufe des gleichen Jahres 1860 arbeitete er vorübergehend in Stuttgart in einem gemeinsamen Fotoatelier mit Rudolf Pfähler zusammen. Doch dann kehrte er nach Tübingen zurück. 1864 entschloss er sich erneut, eine Zusammenarbeit einzugehen, diesmal mit seinem Schwager, dem Stuttgarter Buchbinder Paul Karl August Straub. Das Atelier wurde am 1. April 1864 eröffnet, hatte aber keinen Erfolg, so dass die Teilhaber sich entschlossen, die Tätigkeit in Tübingen bereits bis zum Ende Mai 1864 einzustellen und nach Stuttgart zu verlegen. Das Atelier Helvig & Straub wurde bis 1865 in Stuttgart in der Eberhardstraße 59 betrieben. Nach der Trennung von Paul Straub arbeitete Helvig selbständig als Fotograf bis 1882 weiter. 1882 gründete er eine lithographische Anstalt, die über das Jahr 1900 hinaus bestand.
In Tübingen ließen sich keine signierten Fotos von Helvig finden.
Aus der Zeit der Zusammenarbeit mit Rudolf Pfähler stammt ein erhaltenes Bild:
- 1860 Vater mit Söhnen und Hund (aus der Familie Bock) (Salzpapier übermalt 225 × 182 mm; Stadtarchiv Stuttgart)